# Thure Andersson
Thure Andersson (Ölme, 27 aprile 1907 – Karlstad, 20 gennaio 1976) è stato un lottatore svedese, specializzato nella lotta libera.

## Palmarès

### Olimpiadi
- Argento a Berlino 1936 nei pesi welter.